# Hürrem Sultan
Hürrem Sultan (turco ottomano: خُرّم سلطان, lett. "la gioiosa" o "colei che porta gioia"; nata Aleksandra Anastasija Lisowska e conosciuta in Europa anche come Roxelana; Rohatyn, circa 1504 – Costantinopoli, 15 aprile 1558) è stata la concubina favorita e poi moglie legale del sultano ottomano Solimano il Magnifico, e madre del suo successore Selim II.
Divenne una delle donne più potenti e influenti nella storia Ottomana come figura prominente e controversa durante l'era conosciuta con il nome di Sultanato delle donne.
Nata in Rutenia, da un prete ortodosso ruteno, Hurrem venne catturata dai Tatari di Crimea durante un rapimento e condotta a Istanbul, la capitale dell'Impero Ottomano. Entrò nell'Harem imperiale, scalò i ranghi e divenne la favorita del Sultano Solimano. Rompendo la tradizione ottomana, egli sposò Hurrem, facendola diventare la sua moglie legale; i sultani avevano precedentemente sposato solo nobildonne straniere. Fu la prima consorte imperiale a ricevere il titolo di Haseki Sultan. Hurrem rimase alla corte del sultano fino alla fine della sua vita, avendo sei figli con lui, incluso il futuro sultano, Selim II. Attraverso lui, Hürrem è antenata di tutti i seguenti sultani e dei membri attualmente viventi della dinastia ottomana.
Hurrem acquisì potere, influenzando la politica dell'Impero ottomano. Attraverso suo marito, giocò un ruolo attivo negli affari di stato. Probabilmente giocò il ruolo di informatrice del sultano, scrivendo lettere diplomatiche al re Sigismondo II Augusto di Polonia e patrocinò grandi lavori pubblici (incluso il complesso Haseki Sultan e il Haseki Hurrem Sultana Hamami). Morì nel 1558 a Costantinopoli, nel Palazzo Topkapi, e venne seppellita nel complesso della moschea di Solimano.

## Nome
Secondo la tradizione letteraria polacca il suo vero nome era Aleksandra, figlia di Hawryło Lisowski, sacerdote di Rohatyn. Gli storiografi sovietici hanno accettato la versione della letteratura ucraina del XIX secolo, secondo cui la ragazza si chiamava Anastasia. Secondo Mikhail Orlov, come afferma nel suo romanzo storico del 1880, "Roxolana o Lisowska Anastasia", la ragazza non era originaria di Rohatyn ma di Chemerovets. In Europa Hürrem è conosciuta come Roxelana, nome attribuitole in epoca ottomana dall'ambasciatore di Amburgo Ogier Gisleen van Busbeke. Quest'ultimo pubblicò, nel 1589 a Parigi, "Le Note Turche" nel quale egli sosteneva che Hürrem fosse originaria dell'attuale Ucraina occidentale e si chiamasse Roxolana per il nome della terra Roxolania (Rutenia), e questo, nel Regno Polacco della fine del XVI secolo. Altri studiosi la chiamavano "Roxolana", "Roksa" o "Rossa".
La convinzione che Roxelana fosse di origine ucraina è probabilmente sorta al seguito ad un errore di interpretazione delle parole "Roxolana" e "Rossa". Difatti la terra d'origine di Roxelana era chiamata Roxolania, un territorio situato nel Regno Polacco ma allo stesso tempo era chiamata "Malaya Rossia". 

## Biografia

### Origini
La data di nascita di Hürrem Sultan è controversa, alcune fonti affermano che sia nata nel 1502, altre tra il 1504 ed il 1506, a Rohatyn, cittadina del voivodato di Rutenia a 68 km a sud-est di Leopoli, nell'allora Regno di Polonia. Il vero nome di Roxelana è sconosciuto ed è grazie alla tradizione letteraria che la conosciamo come Aleksandra Anastasija Lisowska. Vi sono inoltre poche informazioni sulle sue origini, e le fonti documentarie o i testi sulla sua vita prima di entrare nell'harem del sultano sono inesistenti. Delle origini di Hürrem parlano solo le leggende e le opere letterarie. A metà del XVI secolo, Mihalon Lytvyn, ambasciatore del Granducato di Lituania nel Khanato di Crimea, scrisse un libro Sui costumi dei tartari, lituani e moscoviti nel quale, nella descrizione della tratta degli schiavi, affermava: «La moglie preferita del corrente imperatore turco, madre del primogenito dell'imperatore e che governerà in futuro, è stata rapita dalla nostra terra». Tra il 1621 ed il 1622, il poeta Samuel Twardowski, membro del governo di Polonia, scrisse che i turchi gli avevano rivelato che Roxelana fosse la figlia di un sacerdote ortodosso di Rohatyn. Gli storiografi osservano come l'affermazione di Twardowski si confermi esattamente con la vecchia canzone popolare di Bukovina che cantava la storia di una graziosa ragazza di Rohatyn di nome Anastazja, rapita dai Tartari e venduta nell'harem del sultano Solimano.

### Schiavitù
Aleksandra fu ceduta dai Tatari di Crimea ai mercanti di schiavi genovesi di Caffa. Genova aveva fondato da secoli in Crimea alcune colonie commerciali nelle quali transitava ogni genere di bene, compresa la tratta degli esseri umani, e proprio a Caffa esisteva un fiorentissimo mercato degli schiavi: le popolazioni tatare venivano coinvolte con parte dei profitti. Quando i Liguri battevano moneta con i Tatari: « [...] là portavano bocche inutili e belle circasse delle tribù uraliche, caucasiche, russe e persino Lituane che poi andavano a servire nelle famiglie agiate delle città d'Occidente». Quindi i mercanti portarono la ragazza, allora probabilmente quattordicenne, al loro mercato degli schiavi di Costantinopoli nel distretto Genovese di Pera e Galata presso il Corno d'Oro, dove fu venduta, ed "acquistata" da potentati dell'élite ottomana ed assegnata all'Harem del Sulimano poco prima che ascendesse al potere, o proprio come dono della sua ascesa al trono. Nell'harem le venne dato un primo nome ottomano che non conosciamo, e che Solimano modificò in Hürrem, ovvero "la gioiosa".

### Vita con il Sultano

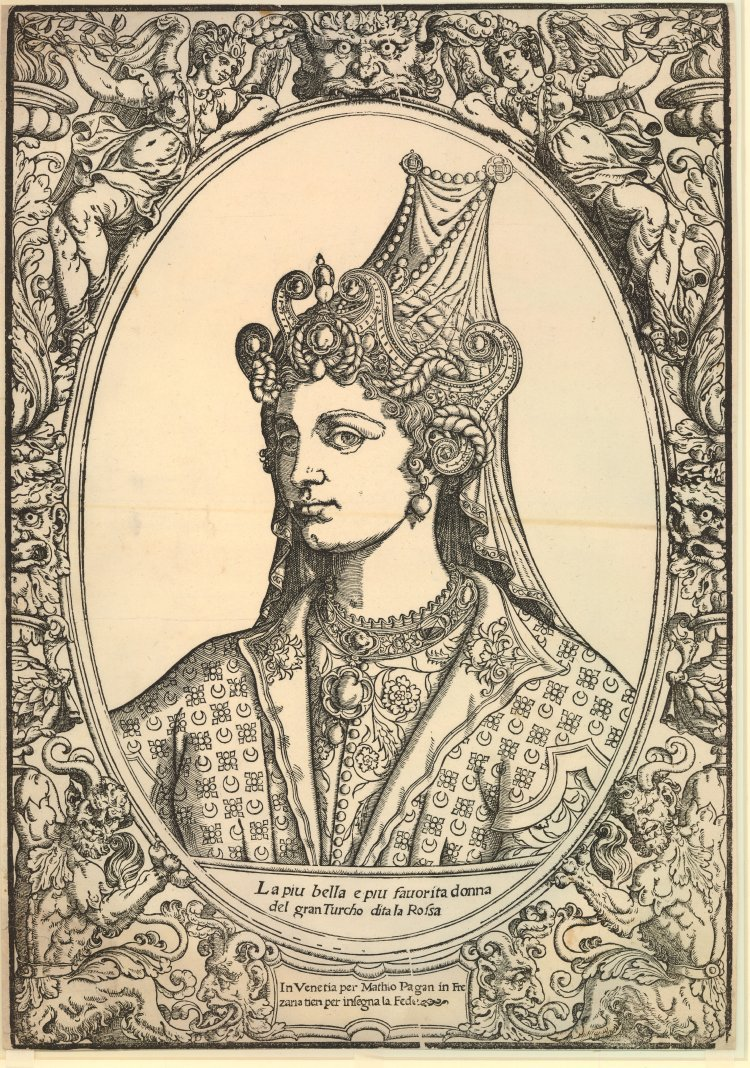
Roxelana

Roxelana ed il Sultano. Il loro leggendario amore ispirò l'immaginazione europea, come questo dipinto del pittore barocco tedesco Anton Hickel (1780)

Riuscì ad attirare subito l'attenzione del sultano, che la ribattezzò Hürrem, che significa "la gioiosa", divenendo oggetto di gelosia da parte delle rivali. Secondo un aneddoto un giorno la preferita di Solimano, Mahidevran aggredì Hürrem e la picchiò in modo violento. Questo episodio venne descritto dall'Ambasciatore veneziano Bernardo Navagero, nel 1553: «Mahidevran insultò Hürrem, le graffiò il viso, le strappò i capelli e anche i vestiti. Dopo poco Hürrem venne invitata nella camera da letto del Sultano e rifiutandosi di apparire davanti agli occhi del suo padrone in quello stato, venne convocata per dare le sue spiegazioni. Solimano chiamò subito Mahidevran, chiedendole se Hürrem avesse detto la verità. Mahidevran sostenne di essere lei la prima donna del sultano, che le altre concubine dovevano ubbidire a lei e che fece poco a Hürrem, doveva sfigurarla ancora di più».
Nel 1520 erano morti tre dei quattro figli di Solimano, fra due maschi, il maggiore e il minore. L'unico erede rimasto era un bambino di sei anni, Mustafa, il figlio di Mahidevran. La possibilità di Hürrem di dare alla luce un erede, le ha dato il supporto necessario nella corte. Nel 1521 infatti, Hürrem dà alla luce un primo bambino di nome Mehmed. L'anno successivo nasce Mihrimah, l'unica figlia del Solimano sopravvissuta e unica femmina di Hürrem; poco dopo nasce Abdullah, vissuto solo per tre anni. Nel 1524 nasce Selim e un anno dopo Bayezid. L'ultimo figlio che Hürrem dette alla luce è Cihangir, nel 1531. Ad un certo punto, Hürrem ottenne il nuovo, esclusivo titolo di Haseki Sultan, che la rese il secondo personaggio femminile della dinastia, dopo la madre del Sultano. Nel 1532 Mahidevran lasciò l'harem per seguire suo figlio nella provincia di Manisa, dove era stato nominato governatore. Nel 1534 muore Hafsa Sultan, madre di Solimano. Rimasta l'unico membro femminile della dinastia, Hürrem assunse al massimo potere nell'harem e, come se non bastasse, tra il 1533 e il 1536, Solimano ruppe con la tradizione sposandola, rendendola la sua unica moglie legale.
Nel marzo 1536 Ibrāhīm Pascià, dignitario ottomano, primo Gran Visir nominato da Solimano, venne ucciso e le sue proprietà confiscate. Secondo alcune fonti, Ibrahim fu vittima di Roxelana: pare che Hürrem mal tollerasse l'influenza crescente di Ibrahim sul sovrano ed in particolare il suo appoggio per la successione al trono di Şehzade Mustafa, figlio del Solimano. A seguito, il potere di Hürrem aumentò ancora, essendo rimasta l'unica intima del sultano.
Roxelana fu in grado di ottenere ciò che nessuna concubina prima di lei aveva ottenuto. Divenne ufficialmente moglie del Solimano, ed anche se non esistevano leggi al tempo che proibissero i matrimoni tra i sultani e concubine, tutta la corte ottomana era contraria al matrimonio. Solimano non aveva rispettato le tradizioni. Probabilmente il matrimonio ha avuto luogo a giugno del 1534, anche se la data esatta di questo evento è tutt'oggi sconosciuta. La posizione di Hürrem era unica, come anche il titolo di Haseki.
Solimano trascorreva la maggior parte del suo tempo nelle campagne militari, di conseguenza aveva bisogno di qualcuno di affidabile che gli fornisse le informazioni sulla situazione a palazzo: scelse Roxelana. Si sono conservate le lettere scritte da Solimano a Hürrem; da queste emerge il grande sentimento d'amore che il sultano provava per Roxelana e la mancanza che sentiva di lei, il suo principale consigliere politico e la sua grande Haseki. Gli studiosi storici notano come, nelle prime fasi del suo regno, Solimano si basasse sulla corrispondenza, non con Haseki, bensì con la madre, in quanto Hürrem non conosceva abbastanza bene la lingua. Le prime lettere al sultano scritte da Hürrem riportano, infatti, un linguaggio burocratico, ciò suggerisce che siano state scritte con l'aiuto dello scrivano di corte.
Pietro Bragadin, ambasciatore veneziano, descrive un episodio che dimostra quanta influenza avesse Roxelana sul Solimano. Al Sultano e a sua madre vennero donate due schiave russe da un Sanjak-bey, e, quando le ragazze giunsero a palazzo, Hürrem si inferocì. La madre di Solimano, inizialmente non al corrente della reazione di Hürrem, decise di donare la sua schiava al figlio, ma, resasi conto della situazione, si scusò con Roxelana e riprese la ragazza. La seconda schiava invece, venne data da Solimano in moglie ad un altro Sanjak-bey, visto che la presenza di una sola altra concubina a palazzo, rendeva Hürrem infelice e invidiosa.
Come detto precedentemente, Roxelana ha dato a Solimano sei figli, e di tutti i figli maschi, è sopravvissuto solo Selim; gli altri sono infatti morti durante la lotta per il trono. Morì anche Mustafa, giustiziato dal padre, attorno al quale vige una leggenda. La leggenda narra che fu proprio Hürrem, tessendo intrighi contro Mustafa, a provocare la sua morte: Roxelana riuscì a convincere Solimano che il figlio volesse scalzarlo dal trono, ottenendo poi la sua uccisione. Ai giorni nostri sono però giunte alcune lettere di Mustafa indirizzate a Safavis Shah, che dimostrano come Mustafa stesse effettivamente complottando contro il padre. La goccia che fece traboccare il vaso per Solimano, fu la visita dell'ambasciatore austriaco, che invece di recarsi dal Sultano, si diresse direttamente da Mustafa e dopo la visita, annunciò a tutta la corte che Şehzade Mustafa sarebbe stato un ottimo Sultano. Appresa la notizia, Solimano decise di giustiziare Mustafa: fu strangolato nel 1553 durante la campagna militare in Persia. Un'altra leggenda, priva di fondamento, narra che Cihangir morì per nostalgia del fratello.
Bayezid, penultimo figlio dato alla luce da Roxelana, dopo aver tentato di uccidere il fratello Selim, fallendo miseramente, si rifugiò in Persia, portando con sé 12.000 dei suoi uomini e meritandosi il titolo di “traditore” dell'Impero Ottomano, visto che in quel periodo era in corso la guerra contro la Persia. Poco tempo dopo Solimano ripose le armi contro la Persia, arrivando ad un accordo: il Sultano chiese allo Shah persiano Tahmasp I, per 4000 monete d'oro, di uccidere gli uomini di Bayezid, consegnando lo stesso Bayezid all'impero ottomano. L'esecuzione della morte di Bayezid avvenne il 25 settembre del 1561.

### Mecenatismo

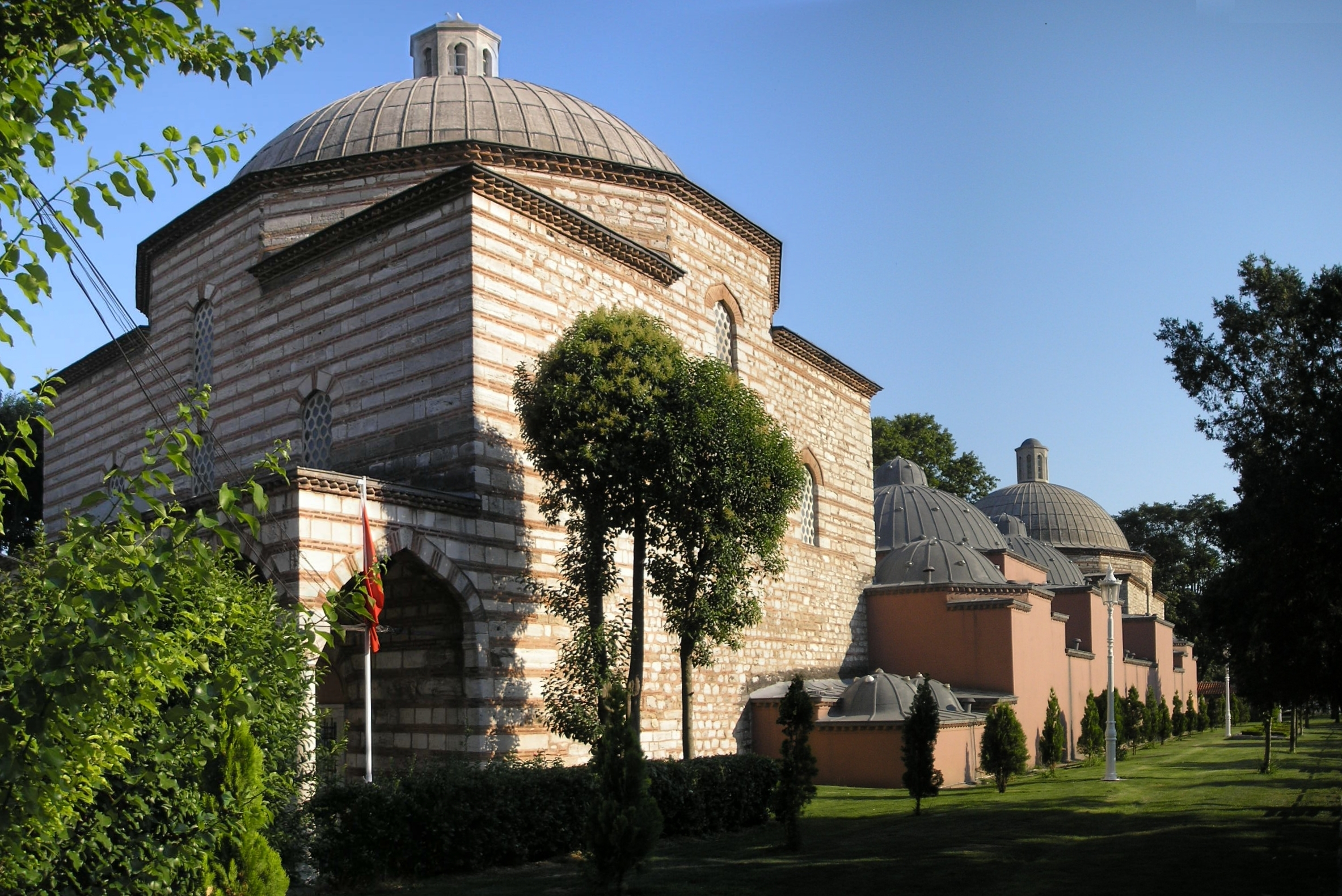
Haseki Hürrem Sultan Hamamı (Bagno turco)

Oltre che negli affari politici, Hürrem si impegnò nella costruzione di diverse importanti opere, tra cui la costruzione del quartiere Aksaray, denominato Avret Pazari, contenente una moschea, una madrasa, un'imaret, un ospedale ed una fontana. Questo vasto complesso venne realizzato dall'architetto Sinan di Costantinopoli come suo primo incarico in quanto architetto-capo della famiglia al trono Ottomano. Dei progetti successivi vanno ricordati la mensa, in Avret Pazari, e i due grandi bagni pubblici "Haseki Hürrem Sultan Hamami" costruiti a Costantinopoli, ed infine l'ospizio, le sale da pranzo per i pellegrini e i senza tetto a Gerusalemme. Per ricordare ancora una volta l'influenza che Hürrem aveva su Solimano, ella riuscì a ottenere dal Sultano che venissero chiusi i mercati degli schiavi.
Alcuni dei suoi ricami, o almeno fatti sotto la sua supervisione, sono giunti a noi, come ad esempio quelli donati nel 1547 a Tahmasp I Scià dell'Iran e nel 1549 a Sigismondo II Augusto di Polonia. Esther Handali agì come sua segretaria e intermediaria in diverse occasioni.

### Morte
Hürrem morì il 18 aprile 1558 a Costantinopoli. Negli ultimi anni della sua vita era molto cagionevole di salute. Si dice che il Sultano, allo scopo di non disturbare la quiete dalla sua sposa nel decorso della malattia, ordinò di bruciare tutti gli strumenti musicali del palazzo. Non si allontanò dal letto di Roxelana fino all'ultimo giorno, quando ella morì. Possiamo dire con certezza che Solimano nutriva un grande sentimento d'amore per Hürrem, basta leggere le dediche d'addio scritte dal Sultano alla Haseki dopo la sua morte. Queste dediche si sono conservate fino ai giorni nostri. Roxelana venne inumata nel mausoleo (türbe), decorato in squisita ceramica di İznik con scene del paradiso terrestre, forse in omaggio alla sua natura gioiosa. Il suo mausoleo è adiacente a quello di Solimano, una struttura separata e più cupa, annessa alla Moschea di Solimano (Süleymaniye camii).

## Discendenza
Da Solimano, Hürrem ebbe cinque figli e una figlia:
- Şehzade Mehmed (Costantinopoli, 1521 - Manisa, 7 novembre 1543). Morì di vaiolo. Aveva una figlia, Hümaşah Sultan.
- Mihrimah Sultan (Costantinopoli, 1522 - Costantinopoli, 25 gennaio 1578). Unica figlia femmina di Hürrem. Sposò il Gran Visir Rüstem Pasha ed ebbe due figli, Ayşe Hümaşah Sultan e Sultanzade Osman Bey. Fu la principessa ottomana più potente della storia.
- Selim II (Costantinopoli, 28 maggio 1524 - Costantinopoli, 15 dicembre 1574). Successe a suo padre come nuovo sultano.
- Şehzade Abdullah (Costantinopoli, 1525 - Costantinopoli, 1528?). Morì di vaiolo in tenera età.
- Şehzade Bayezid (Costantinopoli, 1527 - Qazvin, 25 settembre 1561). Venne giustiziato da suo padre per ribellione e tradimento insieme ai suoi figli maschi. Aveva sette figli e quattro figlie.
- Şehzade Cihangir (Costantinopoli, 1531 - Aleppo, 27 novembre 1553). Figlio minore della coppia. Affetto da ipercifosi, morì a causa degli strascichi fisici del suo problema e della dipendenza di oppio che assumeva per controllare il dolore.

## Interpretazioni
Roxelana-Hürrem è un personaggio storico molto controverso. Probabilmente più amata in occidente, e certamente nelle zone della Polonia e Ucraina che in Turchia. La professoressa di storia Leslie Peirce, autrice dell'opera "The imperial harem" osserva come, prima di Roxelana, le concubine preferite dei sultani avessero due ruoli ben distinti: il primo, quello di amante, il secondo, quello di madre dell'erede al trono. Questi ruoli non hanno mai combaciato tra loro. Dopo aver dato alla luce il figlio maschio, la concubina cessava di essere favorita e doveva uscire dal regno insieme al figlio, recandosi in una provincia lontana, dove l'erede doveva essere allevato fino al momento di prendere il posto del padre. Hürrem è stata la prima donna a svolgere entrambi i ruoli contemporaneamente, rimanendo la favorita del sultano e allo stesso tempo non andandosene con i figli. La cosa ha provocato un grande scalpore nella corte. Quando i figli di Roxelana sono divenuti maggiorenni e sono andati via dal regno, lei non li ha seguiti, è rimasta col Sultano, limitandosi ad andarli a trovare. Questa non è stata l'unica "legge" che Hürrem ha violato della corte ottomana: la concubina del Sultano, infatti, non avrebbe potuto avere più di un figlio maschio e Hürrem ne ebbe ben cinque, oltre a una figlia secondogenita. Incapaci di spiegare come possa Roxelana aver raggiunto un potere così importante, i suoi contemporanei l'accusavano addirittura di aver stregato il Sultano.
Bisogna notare che ai giorni nostri sono arrivate alcune informazioni storiche di semi-contemporanei di Roxelana, in particolare di Sehname-i Al-i Osman, Sehname-i Humayun e Taliki-zade el-Fenari, che presentano un ritratto molto lusinghiero di Hürrem: ne parlano come di una donna venerata «per le numerose donazioni di beneficenza, per la sua protezione e il rispetto verso gli studiosi, gli studenti, i cultori della religione, così come per l'acquisto delle cose rare e belle». 
Hürrem Sultan era una delle donne più istruite e colte del tempo: riceveva ambasciatori stranieri, rispondeva alle lettere di sovrani di tutto il mondo, nobili ed artisti influenti. Due delle sue lettere al re di Polonia Sigismondo II Augusto sono giunte a noi. Nelle lettere al re polacco, il sultano chiamava Hurrem "la sorella del re", una tipica licenza storica usata spesso nella dinastia ottomana per "nobilitare" le donne notevoli della famiglia reale di origine schiava.

## Eredità
Hürrem o Roxelana, come è più nota in Europa, è ben conosciuta sia nella Turchia moderna che in Occidente ed è stata oggetto di numerose opere artistiche. Nel 1561, tre anni dopo la morte di Hurrem, l'autore francese Gabriel Bounin scrisse una tragedia intitolata La Soltane. Questa tragedia segna la prima volta che gli ottomani sono stati introdotti sul palco in Francia. Ha ispirato dipinti, opere musicali, tra cui la Sinfonia n. 63 di Joseph Haydn, un balletto, commedie e diversi romanzi scritti prevalentemente in ucraino, polacco ma anche in inglese, francese e tedesco. Nel 2007, i musulmani di Mariupol, una città portuale ucraina, hanno inaugurato una moschea in memoria di Roxelana. Samuel Twardowski, il poeta polacco nell XVI secolo scrisse: " la più amata moglie dell'attuale sultano ottomano, la madre del suo progenitore ed erede, è stata rapita dalle nostre terre". In Polonia per generazioni si raccontavano e scrivevano le storie e canzoni della ragazza (Nastia/ Anastasia) rapita dai Tatari che diventata la legittima moglie del sultano ottomano. In quel periodo le zone del Regno di Polonia erano costantemente attaccate e molta gente veniva rapita (specialmente le giovani donne, ragazze e bambini) e portata nei territori dell'Impero ottomano.

## Cultura popolare
- Hürrem Sultan è la protagonista della serie storica turca Il secolo magnifico (2011-2014), dove è interpretata dalle attrici Meryem Sahra Uzerli e Vahide Perçin.
- Hürrem Sultan compare nel film statunitense Tremila anni di attesa (2022), interpretata dall'attrice Megan Gale.
- Hürrem Sultan è la protagonista del romanzo storico La magnifica dell'harem, di Isaure de Saint Pierre.